# Sgurr nan Gillean
Sgurr nan Gillean (en gaélico escocés significa "Pico de los hombres jóvenes"; se pronuncia s̪kuːrˠ nəŋ ˈkʲiʎən) es una montaña en la sección septentrional de la cordillera de la Cuillin en la isla de Skye en Escocia (Reino Unido). Con una altura de 964 m s. n. m., es uno de los once munros de la cadena Cuillin.
Sgurr nan Gillean es la montaña más cercana a Sligachan, y su impresionante perfil triangular es visible detrás del hotel de Sligachan, haciendo de ella quizá el pico más reconocible de la cadena Cuillin. La cumbre es una pequeña y aérea plataforma que ofrece magníficas vistas.
La ruta de ascenso más popular, conocida de manera equívoca como la Ruta del Turista, sigue un sendero que lleva al sur, cruzando una pequeña corriente. La ruta sigue hacia arriba hasta un circo, el Coire Rhiabhach, Las secciones finales, desde la cabeza del circo y a lo largo de la cresta sureste a la cumbre son extremadamente expuestas, y requieren habilidad para la trepada. Rutas alternativas a la cumbre incluyen la cresta occidental, que es una pared de roca muy estrecha, y la cresta norte de la montaña, conocida como Pinnacle Ridge, y ambas requieren una habilidad para la trepada aún mayor.
La cresta occidental lleva a un bealach (collado que separa Sgurr nan Gillean de Am Basteir. Alrededor de dos tercios del camino hacia abajo, hay una sección particularmente estrecha y expuesta, que forma los restos de una gran roca recta, conocida como el Gendarme que se rompió debido a los efectos de la erosión por la helada durante el verano de 1986/87, dejadno sólo la base. La sección estrecha puede evitarse rapelando o remontando un barranco, conocido como Nicholson's Chimney (la "Chimenea de Nicholson") en el lado norte de la cresta.
- Datos: Q2640482
- Multimedia: Sgurr nan Gillean / Q2640482